# بطولة آسيا للشباب لكرة القدم 2006
بطولة آسيا للشباب لكرة القدم 2006 هي النسخة الرابعة والثلاثون من بطولة آسيا للشباب لكرة القدم ولعبت في الفترة ما بين 29 أكتوبر و 12 نوفمبر في الهند. وكانت هذه المرة الأولى التي تمنح الهند حق استضافة المسابقة. شارك 16 فريق في النهائيات التي تأهل منها 4 فرق لتمثيل القارة الآسيوية في كأس العالم تحت 20 سنة لكرة القدم 2007 في كندا. توجت كوريا الشمالية باللقب للمرة الثانية بعد تقاسم الكأس مع إيران عام 1976، وتغلبت على اليابان 5–3 بركلات الجزاء الترجيحية عقب الوقت الإضافي الذي انتهى بالتعادل 1–1. وحصدت كوريا الجنوبية المركز الثالث بعد فوزها على الأردن 2–0.

## التصفيات
تنافس 33 منتخب في التصفيات وتم تقسيم الفرق إلى 14 مجموعة حيث تحتوي 11 مجموعة على ثلاثة فرق وضمت 3 مجموعات تضم فريقين. ولعبت المباريات بين شهري نوفمبر وديسمبر 2005 (بإستثناء المجموعة د التي تعذر إقامتها في شهر نوفمبر 2005 بسبب تفجيرات عمان 2005 ولكنها أجلت إلى فبراير 2006). تأهلت متصدر كل مجموعة إلى النهائيات وكان من المقرر أن تلعب مباراة فاصلة بين أفضل فريقين احتلا المركز الثاني في منطقتي آسيان (ميانمار) وشرق آسيا (كوريا الشمالية) يوم 15 فبراير 2006 في كوالالمبور. لكن نتيجة انسحاب ميانمار، تأهلت كوريا الشمالية بشكل مباشر.

### المنتخبات المتأهلة
| - أستراليا - الصين - الهند - إيران - العراق - اليابان - الأردن - كوريا الشمالية | - كوريا الجنوبية - قرغيزستان - ماليزيا - السعودية - طاجيكستان - تايلاند - الإمارات العربية المتحدة - فيتنام |

## الملاعب
| المدينة | المعب                 | السعة   |
| ------- | --------------------- | ------- |
| كلكتا   | ملعب سالت ليك         | 120,000 |
| كلكتا   | ملعب شركة بلدية هاورا | 5,000   |
| بنغالور | ملعب سري كانتيرافا    | 30,000  |
| بنغالور | ملعب بنغالور          | 15,000  |

## مرحلة المجموعات

### المجموعة أ
| فريق           | لعب | ف | ت | خ | له | عليه | ف.أ | نقاط |
| -------------- | --- | - | - | - | -- | ---- | --- | ---- |
| كوريا الجنوبية | 3   | 3 | 0 | 0 | 13 | 0    | +13 | 9    |
| الأردن         | 3   | 1 | 1 | 1 | 3  | 5    | −2  | 4    |
| قرغيزستان      | 3   | 0 | 2 | 1 | 1  | 8    | −7  | 2    |
| الهند          | 3   | 0 | 1 | 2 | 3  | 7    | −4  | 1    |

| كوريا الجنوبية                          | 3–0 | الأردن |
| --------------------------------------- | --- | ------ |
| شيم يونغ-سونغ 14'، 61' · لي سانغ-هو 46' |     |        |

| الهند                        | 1–1 | قرغيزستان         |
| ---------------------------- | --- | ----------------- |
| لالكامال بهاوميك 71' (ركلة.) |     | إيلدار أميروف 44' |

| الأردن                                | 3–2 | الهند                                           |
| ------------------------------------- | --- | ----------------------------------------------- |
| بدر أبو سليم 33' · أحمد نوفل 64'، 87' |     | برانكو فينسنت كاردوزو 25' · باريش ماتوندكار 77' |

| قرغيزستان | 0–7 | كوريا الجنوبية                                                                                         |
| --------- | --- | --- |
|           |     | لي سانغ-هو 5'، 63' · شين يونغ-روك 13'، 50'، 71' (ركلة.) · ستيبان مياغكيه 20' (ه.ع) · بارك هيون-بيم 84' |

| كوريا الجنوبية                                              | 3–0 | الهند |
| ----------------------------------------------------------- | --- | ----- |
| شيم يونغ-سونغ 76' · سونغ جين-هيونغ 84' · شين يونغ-روك 90+2' |     |       |

| قرغيزستان | 0–0 | الأردن |
| --------- | --- | ------ |
|           |     |        |

### المجموعة ب
| فريق                     | لعب | ف | ت | خ | له | عليه | ف.أ | نقاط |
| ------------------------ | --- | - | - | - | -- | ---- | --- | ---- |
| الصين                    | 3   | 3 | 0 | 0 | 4  | 1    | +3  | 9    |
| أستراليا                 | 3   | 2 | 0 | 1 | 5  | 2    | +3  | 6    |
| تايلاند                  | 3   | 1 | 0 | 2 | 3  | 5    | −2  | 3    |
| الإمارات العربية المتحدة | 3   | 0 | 0 | 3 | 2  | 6    | −4  | 0    |

| الصين        | 1–0 | أستراليا |
| ------------ | --- | -------- |
| شو ديئين 65' |     |          |

| تايلاند                                     | 2–1 | الإمارات العربية المتحدة |
| ------------------------------------------- | --- | ------------------------ |
| تيراسيل دانغدا 46' · فونلاووت دونتشوي 90+4' |     | إبراهيم علي 89'          |

| أستراليا                                   | 3–1 | تايلاند                     |
| ------------------------------------------ | --- | --------------------------- |
| ناتان برنز 26'، 90+2' · داريو فيدوشيتش 33' |     | سوتينان فوك-هوم 40' (ركلة.) |

| الإمارات العربية المتحدة | 1–2 | الصين                         |
| ------------------------ | --- | ----------------------------- |
| مبارك مسماري 49'         |     | وانغ يونغبو { 6' (ركلة.)، 46' |

| الصين           | 1–0 | تايلاند |
| --------------- | --- | ------- |
| وانغ يونغبو 78' |     |         |

| أستراليا               | 2–0 | الإمارات العربية المتحدة |
| ---------------------- | --- | ------------------------ |
| ديفيد ويليامز 14'، 31' |     |                          |

### المجموعة ج
| فريق           | لعب | ف | ت | خ | له | عليه | ف.أ | نقاط |
| -------------- | --- | - | - | - | -- | ---- | --- | ---- |
| اليابان        | 3   | 2 | 0 | 1 | 7  | 2    | +5  | 6    |
| كوريا الشمالية | 3   | 2 | 0 | 1 | 6  | 2    | +4  | 6    |
| إيران          | 3   | 2 | 0 | 1 | 5  | 7    | −2  | 6    |
| طاجيكستان      | 3   | 0 | 0 | 3 | 1  | 8    | −7  | 0    |

| اليابان                                     | 2–0 | كوريا الشمالية |
| ------------------------------------------- | --- | -------------- |
| كازوهيسا كاواهارا 34' · يوسوكي كاشيواغي 82' |     |                |

| إيران                                       | 3–1 | طاجيكستان            |
| ------------------------------------------- | --- | -------------------- |
| شهرام غودرزي 55' · مصطفى تشترابغون 60'، 81' |     | أختام خامراكولوف 10' |

| كوريا الشمالية                                                   | 5–0 | إيران |
| ---------------------------------------------------------------- | --- | ----- |
| جونغ تشول-مين 2'، 10' · كيم كوم-إيل 25'، 47' · ري هونغ-ريونغ 77' |     |       |

| طاجيكستان | 0–4 | اليابان                                                               |
| --------- | --- | --------------------------------------------------------------------- |
|           |     | ياسوهيتو موريشيما 8'، 34' · يوسوكي كاشيواغي 57' · ماساتو موريشيغي 68' |

| اليابان              | 1–2 | إيران                                   |
| -------------------- | --- | --------------------------------------- |
| تسوكاسا أوميساكي 22' |     | كمال كاميابينيا 52' · فرهاد آل خميس 72' |

| كوريا الشمالية     | 1–0 | طاجيكستان |
| ------------------ | --- | --------- |
| باك تشول-مين 90+2' |     |           |

### المجموعة د
| فريق     | لعب | ف | ت | خ | له | عليه | ف.أ | نقاط |
| -------- | --- | - | - | - | -- | ---- | --- | ---- |
| العراق   | 3   | 2 | 1 | 0 | 8  | 3    | +5  | 7    |
| السعودية | 3   | 2 | 1 | 0 | 6  | 2    | +4  | 7    |
| فيتنام   | 3   | 1 | 0 | 2 | 3  | 6    | −3  | 3    |
| ماليزيا  | 3   | 0 | 0 | 3 | 1  | 7    | −6  | 0    |

| العراق                                    | 2–2 | السعودية                           |
| ----------------------------------------- | --- | ---------------------------------- |
| علاء عبد الزهرة 27' · هلكورد ملا محمد 87' |     | أحمد الكعبي 9' · محمد السهلاوي 52' |

| ماليزيا                  | 1–2 | فيتنام                                           |
| ------------------------ | --- | ------------------------------------------------ |
| خير المهيمن زامبري 45+1' |     | بادرول باختيار 11' (ه.ذ.) · نغويين كوانغ تين 63' |

| السعودية                         | 2–0 | ماليزيا |
| -------------------------------- | --- | ------- |
| محمد السهلاوي 13' · علي عطيف 60' |     |         |

| فيتنام                     | 1–3 | العراق                                   |
| -------------------------- | --- | ---------------------------------------- |
| نغويين فان كاي 75' (ركلة.) |     | أسامة علي 11' · علاء عبد الزهرة 36'، 81' |

| العراق                                             | 3–0 | ماليزيا |
| -------------------------------------------------- | --- | ------- |
| محمد خلف 55' · عقيل حسين 81' · علاء عبد الزهرة 83' |     |         |

| السعودية                                  | 2–0 | فيتنام |
| ----------------------------------------- | --- | ------ |
| جفين البيشي 13' (ركلة.) · محمد البيشي 90' |     |        |

## مرحلة خروج المغلوب

### خريطة خروج المغلوب
|  | ربع النهائي        | ربع النهائي      |                   |        | نصف النهائي    | نصف النهائي   |  |  | النهائي           | النهائي |
|  |                    |                  |                   |        |                |               |  |  |                   |         |
|  | 6 نوفمبر – كلكتا   |                  |                   |        |                |               |  |  |                   |         |
|  |                    |                  |                   |        |                |               |  |  |                   |         |
|  | كوريا الجنوبية     | 2                |                   |        |                |               |  |  |                   |         |
|  | كوريا الجنوبية     | 2                | 9 نوفمبر – كلكتا  |        |                |               |  |  |                   |         |
|  | أستراليا           | 1                |                   |        |                |               |  |  |                   |         |
|  | أستراليا           | 1                | كوريا الجنوبية    | 2 (2)  |                |               |  |  |                   |         |
|  | 6 نوفمبر – بنغالور |                  | كوريا الجنوبية    | 2 (2)  |                |               |  |  |                   |         |
|  |                    | اليابان          | 2 (3)             |        |                |               |  |  |                   |         |
|  | اليابان            | اليابان          | 2 (3)             | 2      |                |               |  |  |                   |         |
|  | اليابان            |                  | 11 نوفمبر – كلكتا | 2      |                |               |  |  |                   |         |
|  | السعودية           | 1                |                   |        |                |               |  |  |                   |         |
|  | السعودية           | 1                | اليابان           | 1 (3)  |                |               |  |  |                   |         |
|  | 6 نوفمبر – كلكتا   |                  | اليابان           | 1 (3)  |                |               |  |  |                   |         |
|  |                    | كوريا الشمالية   | 1 (5)             |        |                |               |  |  |                   |         |
|  | الصين              | كوريا الشمالية   | 1 (5)             | 1      |                |               |  |  |                   |         |
|  | الصين              | 9 نوفمبر – كلكتا |                   | 1      |                |               |  |  |                   |         |
|  | الأردن             | 2                |                   |        |                |               |  |  |                   |         |
|  | الأردن             | 2                | الأردن            | 0      | المركز الثالث  | المركز الثالث |  |  |                   |         |
|  | 6 نوفمبر – بنغالور |                  | الأردن            | 0      | المركز الثالث  | المركز الثالث |  |  |                   |         |
|  |                    | كوريا الشمالية   | 1                 |        |                |               |  |  |                   |         |
|  | العراق             | كوريا الشمالية   | 1                 | 0      | كوريا الجنوبية | 2             |  |  |                   |         |
|  | العراق             |                  |                   | 0      | كوريا الجنوبية | 2             |  |  |                   |         |
|  | كوريا الشمالية     | 2                |                   | الأردن | 0              |               |  |  |                   |         |
|  | كوريا الشمالية     | 2                |                   |        | 0              |               |  |  |                   |         |
|  |                    |                  |                   |        |                |               |  |  | 11 نوفمبر – كلكتا |         |
|  |                    |                  |                   |        |                |               |  |  |                   |         |

### ربع النهائي
| كوريا الجنوبية         | 2–1 | أستراليا         |
| ---------------------- | --- | ---------------- |
| سون جين-هيونغ 10'، 36' |     | كريس غروسمان 18' |

| اليابان                              | 2–1 | السعودية                |
| ------------------------------------ | --- | ----------------------- |
| كازوهيسا كاواهارا 7' · كوتا آوكي 90' |     | جفين البيشي 81' (ركلة.) |

| الصين       | 1–2 | الأردن                                   |
| ----------- | --- | ---------------------------------------- |
| يانغ شو 70' |     | لؤي عمران 33' · عبد الله ذيب 68' (ركلة.) |

| العراق | 0–2 | كوريا الشمالية                     |
| ------ | --- | ---------------------------------- |
|        |     | كيم كوم-إيل 36' · يون يونغ-إيل 67' |

### نصف النهائي
| كوريا الجنوبية                       | 2–2 (ب.و.إ.) | اليابان                                |
| ------------------------------------ | ------------ | -------------------------------------- |
| شيم يونغ-سونغ 1' · كيم دونغ-سوك 111' |              | ياسوهيتو موريشيما 47' · كوتا آوكي 105' |

| الأردن | 0–1 | كوريا الشمالية  |
| ------ | --- | --------------- |
|        |     | كيم كوم-إيل 38' |

### مباراة المركز الثالث
| كوريا الجنوبية                        | 2–0 | الأردن |
| ------------------------------------- | --- | ------ |
| شيم يونغ-سونغ 50' · لي تشونغ-يونغ 76' |     |        |

### النهائي
| كوريا الشمالية   | 1–1 (ب.و.إ.) | اليابان             |
| ---------------- | ------------ | ------------------- |
| ري تشول-ميونغ 3' |              | يوسوكي كاشيواغي 34' |

## الفائز
| فائز بطولة آسيا للشباب لكرة القدم 2006 |
| -------------------------------------- |
| · كوريا الشمالية · للمرة أول           |

## البلدان المشاركة في نهائيات كأس العالم
المنتخبات التي تأهلت إلى كأس العالم تحت 20 سنة لكرة القدم 2007.
- كوريا الشمالية
- اليابان
- كوريا الجنوبية
- الأردن

## الجوائز
| الهداف        | أفضل لاعب   | اللعب النظيف   |
| ------------- | ----------- | -------------- |
| شيم يونغ-سونغ | كيم كوم-إيل | كوريا الشمالية |

## الهدافين
5 أهداف
- شيم يونغ-سونغ

4 أهداف
- علاء عبد الزهرة
- كيم كوم-إيل
- شين يونغ-روك

3 أهداف
- وانغ يونغبو
- ياسوهيتو موريشيما
- يوسوكي كاشيواغي
- لي سانغ-هو
- سونغ جين-هيونغ

## تسجيل الأهداف حسب المنتخب
| 19 أهداف - كوريا الجنوبية 12 أهداف - اليابان 10 أهداف - كوريا الشمالية 8 أهداف - العراق 7 أهداف - السعودية 6 أهداف - أستراليا | 5 أهداف - الصين - الأردن - إيران 3 أهداف - الهند - تايلاند - فيتنام هدفين - الإمارات العربية المتحدة هدف واحد - طاجيكستان - قرغيزستان - ماليزيا |

## روابط خارجية
- صفحة البطولة على RSSSF